# میخایلوفکا (شهرستان اوست-کالمانسکی، سرزمین آلتای)
میخایلوفکا (به لاتین: Mikhaylovka) یک منطقهٔ مسکونی در روسیه است که در شهرستان اوست-کالمانسکی واقع شده‌است.